# Opération Stratford
 (signalé en mai 2025).
Si vous disposez d'ouvrages ou d'articles de référence ou si vous connaissez des sites web de qualité traitant du thème abordé ici, merci de compléter l'article en donnant les références utiles à sa vérifiabilité et en les liant à la section « Notes et références ».
- Archive Wikiwix
- Bing
- Cairn
- DuckDuckGo
- E. Universalis
- Gallica
- Google
- G. Books
- G. News
- G. Scholar
- Persée
- Qwant
- (zh) Baidu
- (ru) Yandex
- (wd) trouver des œuvres sur Wikidata

L'opération Stratford est un plan prévu pour empêcher l'invasion de la Scandinavie par l'Allemagne nazie pendant la Seconde Guerre mondiale en 1940. Le feu-vert fut donné le 5 février pour le Conseil suprême de guerre franco-anglais à Paris. L'objectif était d'envoyer 100 000 hommes en Suède pour contrer l'avancée allemande. En raison de la défaite de la France en 1940, le plan fut abandonné.